# Вооружённые силы Швеции
Вооружённые силы Швеции (швед. Försvarsmakten) — совокупность войск и сил Королевства Швеции, предназначенная для защиты свободы, независимости и территориальной целостности королевства.
Состоят из органов управления, сухопутных войск, военно-морских и военно-воздушных сил. 5 июля 2022 года был подписан протокол о вступлении Швеции в НАТО

## История
В 1611—1613 годы Швеция вела войну с Данией, в 1618—1648 годы участвовала в Тридцатилетней войне, после завершения которой в 1643—1645 годах. вновь участвовала в войне с Данией.
Во время Тридцатилетней войны Шведское королевство первое из европейских государств приступило к насильственному комплектованию вооружённых сил рекрутами и добилась значительных успехов в борьбе с наёмными вооружёнными силами других европейских государств. При участии духовенства по всем странам (краям, регионам) государства составлялись посемейные списки всех мужчин старше 15 лет, и производился набор в армию и флот по усмотрению местных властей. Рекрутская повинность явилась предпосылкой дальнейшей агрессивной экспансии Швеции в XVII веке.
1700—1721 годы — Северная война между Швецией и Северным союзом состоявшим из России, Польши, Саксонии и Датско-Норвежского королевства, окончившаяся поражением Швеции.

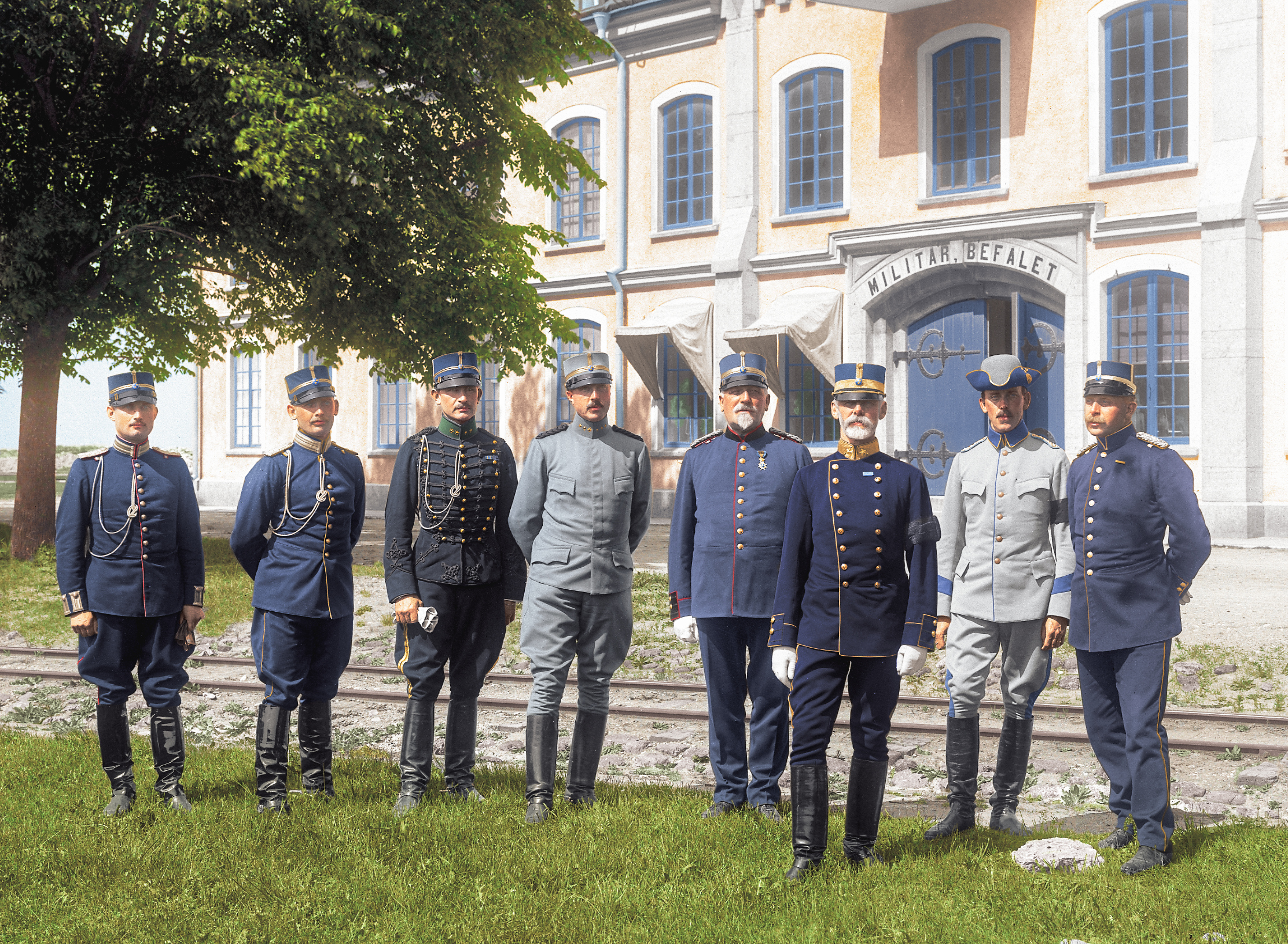
Шведские офицеры на острове Готланд, 1910 г.

В ходе Наполеоновских войн Швеция в октябре 1805 года вошла в состав третьей коалиции против Наполеона, затем — в состав четвёртой коалиции против Наполеона, но после завершения в сентябре 1809 года русско-шведской войны 1808—1809 гг., Швеция объявила о приверженности политике нейтралитета.
С XVII века некоторые земелевладельцы Швеции ставили и содержали отряды пехоты, за что сами с детьми и домочадцами освобождались от военной службы. Вся остальная земля делилась на роты (от rot — корень), и каждая из них ставила и содержала и в мирное, и в военное время одного солдата (система индельты). С течением времени натуральная повинность эта подвергалась различным видоизменениям, а в 1901 году была введена всеобщая воинская обязанность.
В советско-финской войне 1939—1940 Швеция официально сохраняла нейтралитет, однако оказывала военную помощь Финляндии, а военнослужащие вооружённых сил Швеции воевали против СССР в составе «шведского добровольческого корпуса». Кроме того, Швеция предоставляла Финляндии информацию разведывательного характера, в том числе в виде дешифровки советских радиограмм. На протяжении войны Арне Бёрлинг, Аке Лундквист, Госта Воллбек, Олле Сидоу и другие шведские криптоаналитики занимались дешифровкой радиообмена Северного флота, Балтийского флота и ВВС СССР. Во Второй мировой войне Швеция официально сохраняла нейтралитет. В 1943 году были созданы три танковые бригады (один на базе одного из кавалерийских полков, два — на базе пехотных полков реорганизованных в танковые) и одна механизированная бригада (на базе одного из пехотных полков). Одновременно страна обзавелась собственными бронетанковыми войсками — Скараборгская пехотная, Сёдерманландская пехотная, Южно-Сконская пехотная, Сконская драгунская бригады стали «танковыми» (механизированными) бригадами.  
С 1956 года Швеция участвует в миротворческих миссиях ООН. В ходе конголезского кризиса 1960—1965 гг. шведские военнослужащие участвовали в миротворческой операции ONUC на территории Конго, потери шведского контингента составили 19 военнослужащих погибшими. Также, с 1964 до 1993 года Швеция участвовала в миротворческой операции UNFICYP на острове Кипр. Операция стала крупнейшей миротворческой операцией ООН с участием Швеции, за весь период деятельности в составе контингента миротворческих сил ООН на Кипре служили 25 616 военнослужащих и 2 365 полицейских Швеции, потери составили 17 военнослужащих погибшими.

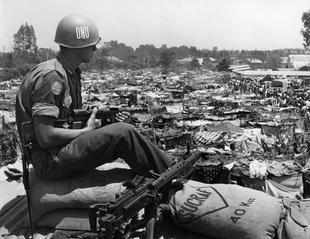
Военнослужащий шведского контингента ONUC в Конго, 1960-е годы

В 1990-е годы в связи с прекращением холодной войны вооружённые силы страны были сокращены. Так в 1991-1994 гг. из двадцати пехотных бригад двенадцать сокращены, из двух танковых была сокращена одна, количество дивизий было сокращено с восьми до шести (Нижняя Северная, Западная, Восточная, Верхняя Северная, Южная и Центральная), из одиннадцати воздушных флотилий были сокращены две, в 1997 из оставшихся восьми пехотных бригад ещё три были сокращены, количество дивизий с шести было сокращено до трёх (Восточная, Северная и Южная), из шести артиллерийских полков были сокращены два, из девяти воздушных флотилий были сокращены ещё две, а также была упразднена последняя танковая бригада. В 1997 году насчитывалось немногим более 53 000 военнослужащих и около 570 000 резервистов. В 2000 году все артиллерийские полки были объединены в один, пехотные бригады были упразднены, количество пехотных полков было сокращено до трёх, а вместо трёх остававшихся дивизий и всех имевшихся механизированных бригад была создана 1-я механизированная дивизия, но в 2004 году она была упразднена а батальоны были подчинены напрямую командованию сухопутных сил, из семи воздушных флотилий были сокращены ещё три, в 2010 году механизированные батальоны были распределены по 2-й и 3-й бригадам, в том же году была отменена всеобщая воинская обязанность, однако в дальнейшем возникли проблемы с комплектованием вооруженных сил добровольцами (на январь 2016 года шведские вооружённые силы имели некомплект 7 500 солдат, матросов и военнослужащих младшего командного состава).

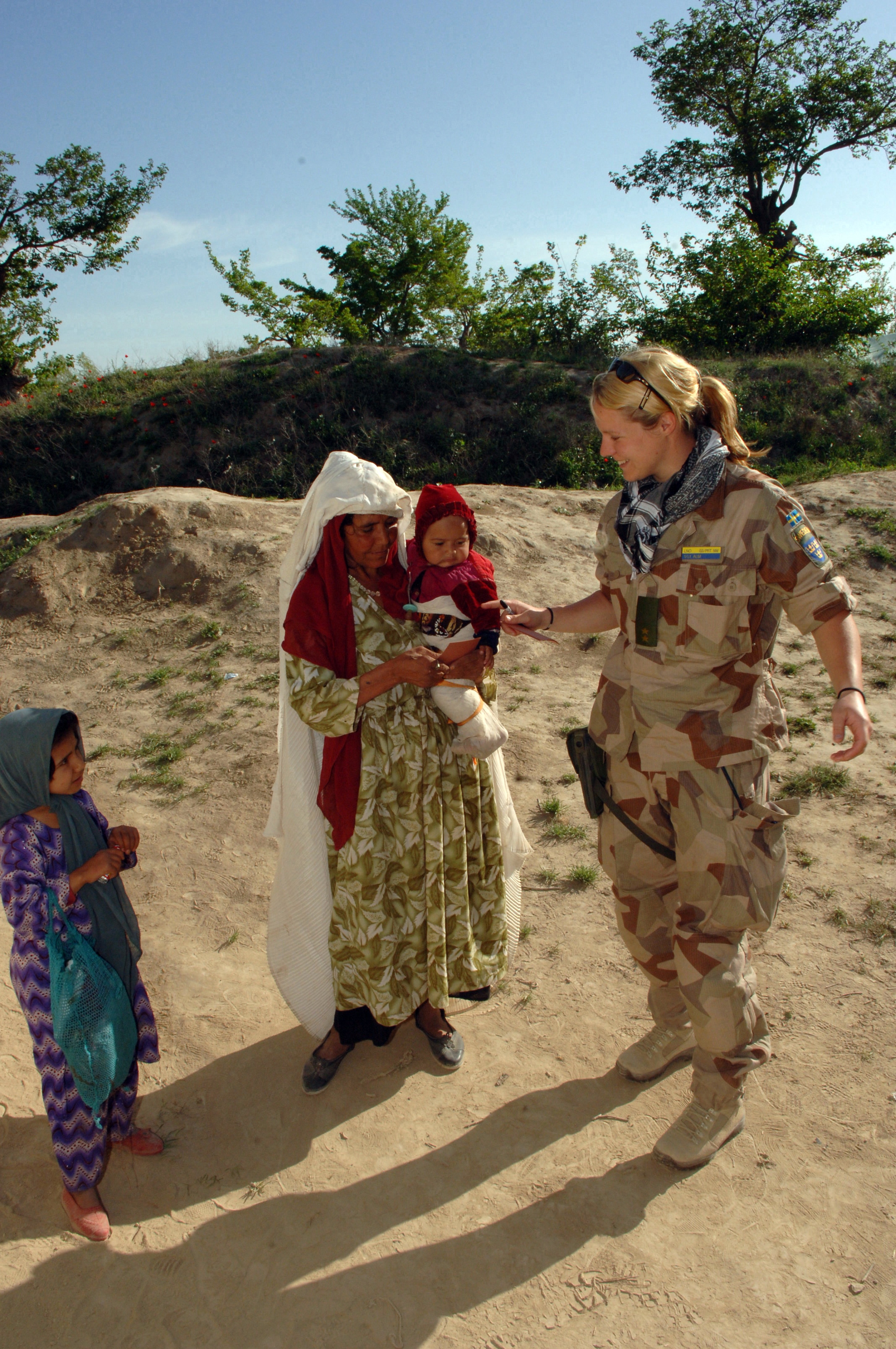
Лейтенант шведской миссии военных наблюдателей в Афганистане участвует в программе медицинской помощи местному населению, 2006 год

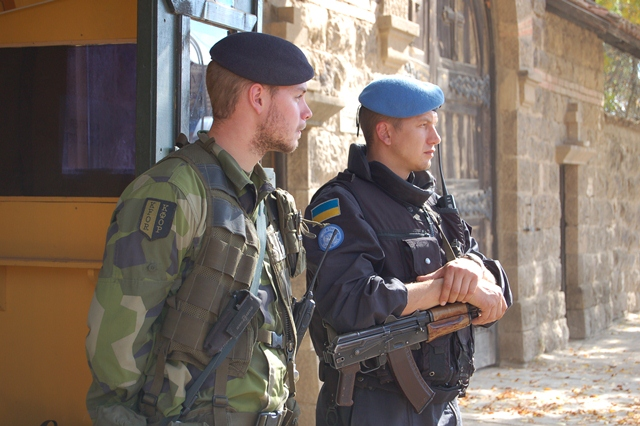
Шведский солдат и украинский милиционер в составе KFOR, 2018 год

С начала 1990-х годов начинается сближение Швеции с военно-политическим блоком NATO. В январе 1991 года было принято решение об отправке военного госпиталя (390 человек и 200 тонн оборудования и имущества) для участия в войне в Персидском заливе. В 1994 году Швеция присоединилась к программе NATO «Партнёрство во имя мира», с 1997 года является ассоциативным членом Совета евроатлантического партнёрства. На территории Швеции находятся учебные центры программы «Партнёрство во имя мира» (Kungsäng, к северу от Стокгольма).

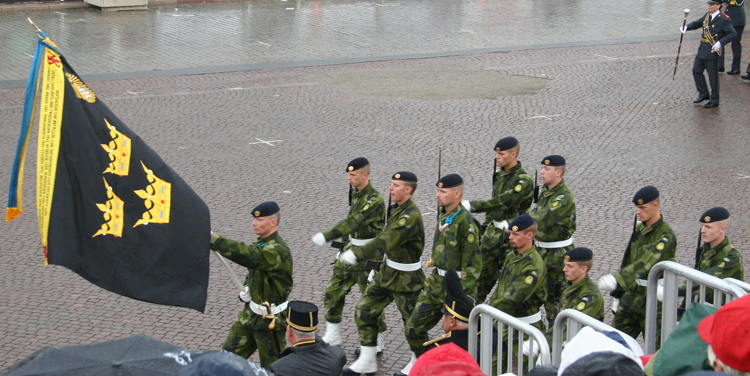
Церемония вручения нового знамени Гётскому инженерному полку, 2006 год

В 1992—1995 гг. шведские военнослужащие участвовали в миротворческой операции UNPROFOR на территории Югославии, потери шведского контингента составили 4 военнослужащих погибшими. С 1999 года контингент Швеции находится в составе сил KFOR в Косово. С 2002 до 2021 года Швеция принимала участие в войне в Афганистане. В августе 2015 года военнослужащие и военные инструкторы Швеции были отправлены в Ирак.
2 марта 2017 года была возвращена призывная система комплектования, причём призыву подлежат и женщины. Шведское агентство по призыву направляет каждому достигшему 18 лет гражданину страны специальный онлайн-опросник, а призыву подлежат те юноши и девушки, которых специалисты агентства считают подходящими. Ежегодно агентство по призыву оценивает около 100 тыс. военнообязанных, а призывают лишь около 5% из них. Примерно 15% призывников составляют девушки.
В 2022 году вместо 2-й и 3-й бригад были воссозданы лейб-гвардейская, скараборгская, южно-сконская и норботтенская бригады, были воссозданы боденский и бергслагенский артиллерийские полки.

## Главнокомандующие
| Главнокомандующие Вооружёнными силами Швеции | Дата назначения |
| -------------------------------------------- | --------------- |
| Улоф Тёрнелль (Olof Thörnell)                | 8 декабря 1939  |
| Хельге Юнг (Helge Jung)                      | 1 апреля 1944   |
| Нильс Сведлунд (Nils Swedlund)               | 1 апреля 1951   |
| Торстен Рапп (Torsten Rapp)                  | 1 октября 1961  |
| Стиг Сюннергрен (Stig Synnergren)            | 1 октября 1970  |
| Леннарт Юнг (Lennart Ljung)                  | 1 октября 1978  |
| Бенгт Густафссон                             | 1 октября 1986  |
| Уве Викторин                                 | 1 июля 1994     |
| Юхан Хедерстедт (Johan Hederstedt)           | 1 июля 2000     |
| Хокан Сюрен (Håkan Syrén)                    | 1 января 2004   |
| Сверкер Йёрансон (Sverker Göranson)          | 1 января 2009   |
| Микаэль Бюден (Micael Bydén)                 | 1 октября 2015  |
| Микаэль Клаэссон (Michael Claesson})         | 1 октября 2024  |

## Состав вооружённых сил
На данный момент Вооруженные силы Швеции состоят не из 100% контрактных участников. С 2017 года слоты пополняются проходящими срочную службу. Призыв каждый год затрагивает 4% всех мужчин и женщин в стране.

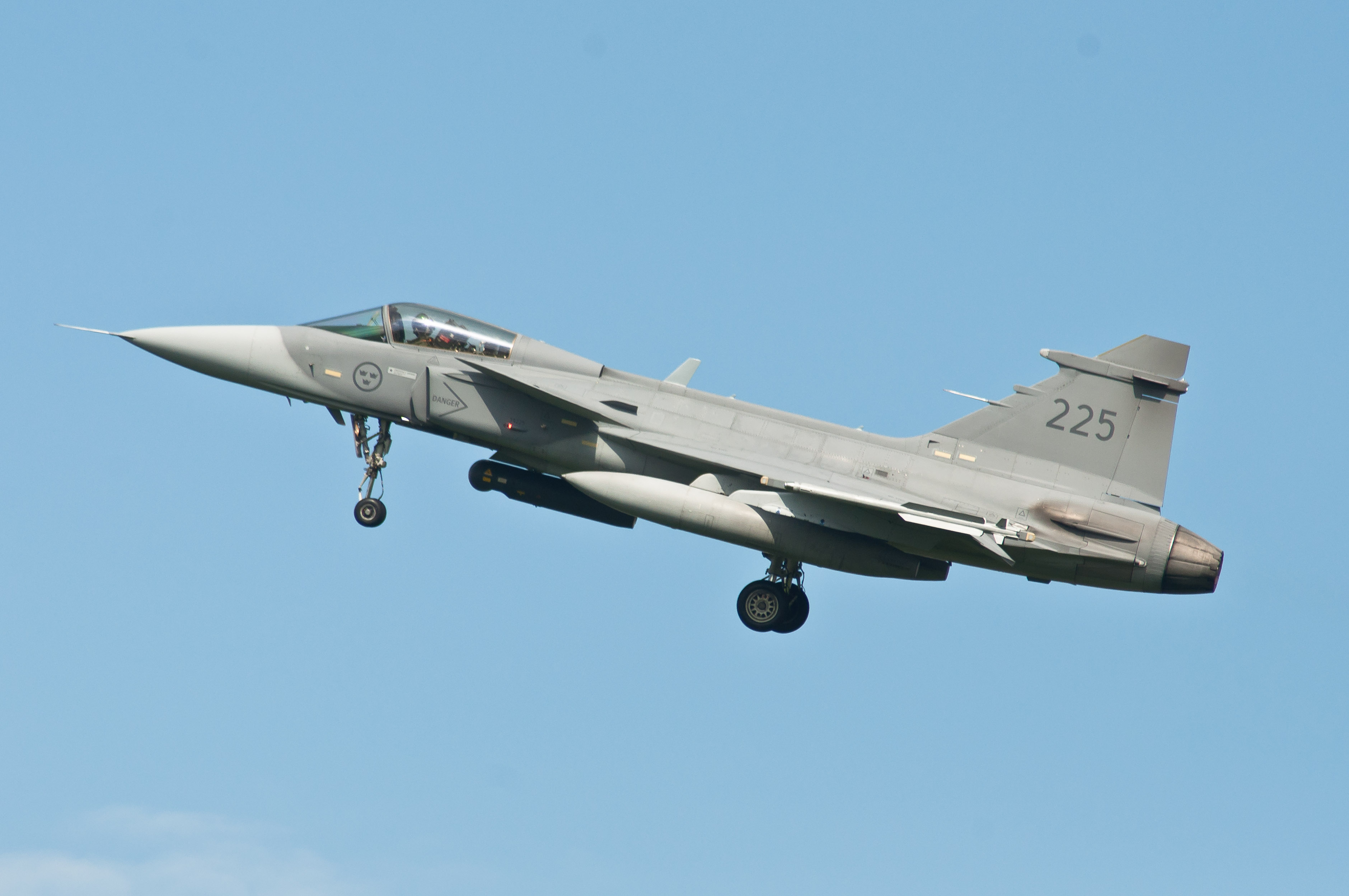
JAS 39 Gripen

## Миротворческая деятельность вооружённых сил Швеции
Швеция участвует в миротворческих миссиях ООН и ОБСЕ в Грузии, миссии ООН в Индии и Пакистане, а также миротворческих операциях на Ближнем Востоке, Непале, Сомали, Судане.
По официальным данным ООН, за весь период участия в миротворческих операциях ООН до 31 декабря 2023 года потери Швеции в составе миротворческих сил ООН составили 69 человек погибшими (кроме того, имели место потери ранеными).